# Thomas Brothers D-2
Thomas Brothers D-2 – amerykański samolot dwupłatowy zaprojektowany i zbudowany w zakładach Thomas Brothers Aeroplane Company w 1915. D-2 ustanowił nieoficjalny rekord prędkości dla amerykańskiego samolotu, w późniejszym czasie na jego podstawie powstały dwie podobne konstrukcje; HS dla United States Navy i D-5 dla Aviation Section, U.S. Signal Corps (sekcji lotniczej Armii Amerykańskiej).

## Tło historyczne
Założona w 1910 przez braci Williama i Olivera Thomasów firma Thomas Brothers Company wyprodukowała w latach 1910-14 kilka udanych typów samolotów sportowych. W 1914 do firmy przyłączył projektant Benjamin Douglas Thomas (zbieżność nazwisk jest przypadkowa, nie był on spowinowacony z braćmi Thomas), który wcześniej pracował dla Curtissa, gdzie zaprojektował Curtiss Model J.
Pierwszym samolotem zaprojektowanym przez Benjamina Thomasa był bardzo udany T-2. Admiralicja brytyjska zamówiła 24 egzemplarze tego samolotu, ale niestety dla Thomas Brothers nie byli oni w stanie przyjąć innych zamówień z powodu problemów z dostępnością napędzającego T-2 silnika Curtiss OX-5. W odpowiedzi na ten problem bracia Thomas założyli 5 sierpnia 1915 firmę Thomas Aeromotor Company zajmującą się produkcją silników lotniczych. Pierwszym silnikiem zbudowanym przez Thomas Aeromotor Company był 8-cylindrowy chłodzony wodą silnik Thomas 8, który powstał na podstawie 135-konnego silnika Sturtevant. Silnik Sturtevant napędzał powstały w 1915 samolot D-2, jego bliska kopia Thomas 8 napędzał niektóre z późniejszych samolotów, które powstały w tej serii.

## Opis konstrukcji
Thomas Brothers D-2 był jednosilnikowym, dwumiejscowym dwupłatem z dwoma rzędami wsporników łączących płaty samolotu (tzw. two-bay wing). Konstrukcja samolotu była klasyczna, drewniana, kryta płótnem.
W wersjach D-2 płaty samolotu miały równą długość, w wersjach HS i D-5 górne skrzydło było znacznie dłuższe od dolnego.
Samolot miał podwozie klasyczne, niechowane z płozą ogonową. Samolot był napędzany 8-cylindrowym, chłodzonym powietrzem, 135-konnym silnikiem Sturtevant lub Thomas 8.

## Historia

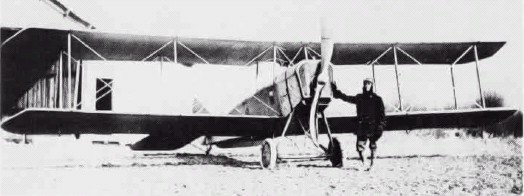
D-2 około 1915

Prototyp D-2 został oblatany wiosną 1915, w czasie lotów próbnych samolot osiągnął prędkość 97,4 mil na godzinę (156,7 km/h), co było nieoficjalnym rekordem prędkości w Stanach Zjednoczonych; według ówczesnych doniesień prasowych samolot przekroczył próg 100 mil na godzinę osiągając 102 mil na godzinę (164,1 km/h). Samolot miał także bardzo dobrą prędkość wznoszenia, osiągał wysokość 4500 stóp (1371 m) w czasie dziesięciu minut. Zbudowano dwa egzemplarze samolotu w wersji D-2.
Nowym samolotem zainteresowała się United States Navy i lipcu 1915 zamówiono dwa samoloty w wersji HS, otrzymały one numery seryjne AH-20/21 w późniejszym czasie zmienione na A-57/58. W wersji dla USN samoloty zostały wyposażone w dwa duże pływaki pod skrzydłami i mały pływak stabilizujący pod ogonem samolotu na miejscu płozy. Prototyp wersji HS odbył pierwszy lot pod koniec lata w 1915 z Cayuga Lake w Renwick Park. W czasie oblatywania okazało się, że dodatkowy opór powietrza stawiany przez pływaki samolotu wymagał użycia większej mocy silnika, na co z kolei nie pozwalała niewystarczająca chłodnica. Na początku zimy 1915 prototyp samolotu został rozbity w czasie lądowania na jeziorze. Po wypadku samolot został odbudowany w nieco zmienionej postaci, w takiej samej postaci powstał drugi samolot zamówiony przez USN. Górne skrzydło zostało przedłużone o 350 cm, powiększone lotki zostały umieszczone tylko na górnym płacie, zmieniono także konstrukcję pływaka ogonowego. Pierwszy HS (AH-20) napędzany silnikiem Sturtevant został przekazany USN w styczniu 1916, drugi egzemplarz (AH-21) już z silnikiem Thomas 8 został dostarczony 18 czerwca 1916. Obydwa samoloty były używane początkowo do celów szkoleniowych, w późniejszym czasie używane były także do eksperymentów z radiotelegrafią.
W 1915 Armia zamówiła dwa samoloty w wersji D-5 (numery seryjne 114/115), obydwa napędzane były silnikami Thomas 8.